# Steinweg 17 (Quedlinburg)

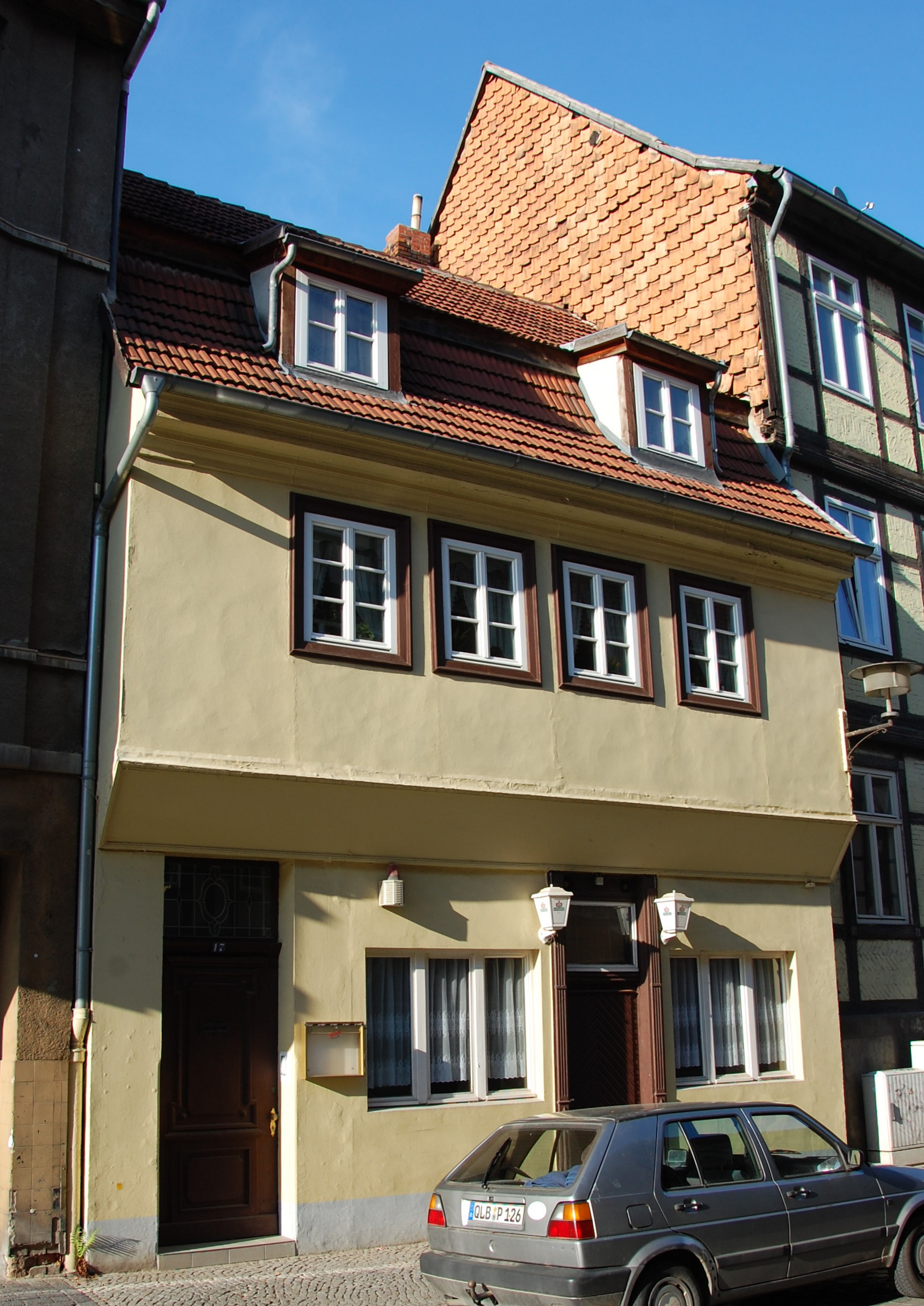
Haus Steinweg 17

Das Haus Steinweg 17 ist ein denkmalgeschütztes Gebäude in der Stadt Quedlinburg in Sachsen-Anhalt.

## Lage
Das im Quedlinburger Denkmalverzeichnis als Wohnhaus eingetragene Gebäude befindet sich in der historischen Neustadt Quedlinburgs auf der Nordseite des Steinwegs und gehört zum UNESCO-Weltkulturerbe. Östlich grenzt das gleichfalls denkmalgeschützte Haus Steinweg 18 an.

## Architektur und Geschichte
Es wird anhand der Bauform angenommen, dass das zweigeschossige Fachwerkhaus in der ersten Hälfte des 16. Jahrhunderts entstand. Das obere Stockwerk kragt deutlich über das Erdgeschoss vor. Die Fassade ist verputzt. Das Fachwerk wurde in Ständerreihung ausgeführt, wobei Kopfstreben von den Ständern nach innen zu den Deckenbalken führen. Bedeckt ist das Gebäude von einem Mansarddach, welches vermutlich im 18. Jahrhundert entstand. Das Erdgeschoss wurde in massiver Bauweise erneuert.